# Recurso ordinário
Em direito, recurso ordinário é o meio impugnativo de motivação livre que serve para atacar resoluções judiciais heterogêneas, acórdãos denegatórios de writs  constitucionais(tais como "habeas corpus" e  mandado de segurança) e sentenças proferidas nas causas constitucionais, bem como decisões interlocutórias originárias dessas causas cujo julgamento compete, no Brasil,  ao Supremo Tribunal Federal (STF) ou ao Superior Tribunal de Justiça (STJ).
De acordo com a Constituição federal brasileira de 1988:

Art. 102. Compete ao Supremo Tribunal Federal, precipuamente, a guarda da Constituição, cabendo-lhe:
(...)
II - julgar, em recurso ordinário:
a) o "habeas-corpus", o mandado de segurança, o "habeas-data" e o mandado de injunção decididos em única instância pelos Tribunais Superiores, se denegatória a decisão;
b) o crime político.
Art. 105. Compete ao Superior Tribunal de Justiça:
(...)
II - julgar, em recurso ordinário:
a) os "habeas-corpus" decididos em única ou última instância pelos Tribunais Regionais Federais ou pelos tribunais dos Estados, do Distrito Federal e Territórios, quando a decisão for denegatória;
b) os mandados de segurança decididos em única instância pelos Tribunais Regionais Federais ou pelos tribunais dos Estados, do Distrito Federal e Territórios, quando denegatória a decisão;
c) as causas em que forem partes Estado estrangeiro ou organismo internacional, de um lado, e, do outro, Município ou pessoa residente ou domiciliada no País.
O recurso ordinário é previsto no artigo 1027, do Código de Processo Civil Brasileiro. Ainda segundo o  CPC :
Art. 539. Serão julgados em recurso ordinário:
I - pelo Supremo Tribunal Federal:  os mandados de segurança, os  habeas data e os mandados  de injunção decididos em única instância pelos tribunais superiores, quando denegatória a decisão;
II - pelo Superior Tribunal de Justiça: 
a) os mandados de segurança decididos em única instância pelos Tribunais Regionais Federais ou pelos Tribunais do Estado e do Distrito Federal e Territórios, quando denegatória a decisão; 
b) as causas que forem partes, de um lado, Estado estrangeiro ou organismo internacional e, e outro, Município ou pessoa residente ou domiciliada no País. 

## Recurso ordinário trabalhista
O art. 895  Consolidação das Leis do Trabalho (CLT) prevê o cabimento de recurso ordinário contra as decisões definitivas ou terminativas de processos decididos nas Varas do Trabalho ou nos Tribunais Regionais do Trabalho, em razão de competência originária. Entretanto, o recurso ordinário previsto na Constituição (artigos  102, II, e 105, II) e no Código de Processo Civil (artigo 496, V) e o recurso ordinário trabalhista são significativamente diferentes. O recurso ordinário trabalhista corresponderia, no âmbito do Direito Processual Civil, à apelação e não ao recurso ordinário.